# Shin’ya Sakoi
Shin’ya Sakoi (japanisch 迫井 深也 Sakoi Shin’ya; * 8. Mai 1977 in der Präfektur Hiroshima) ist ein ehemaliger japanischer Fußballspieler.

## Karriere
Sakoi erlernte das Fußballspielen in der Schulmannschaft der Shimizu Higashi High School und der Universitätsmannschaft der Juntendo-Universität. Seinen ersten Vertrag unterschrieb er 2000 bei den FC Tokyo. Der Verein spielte in der höchsten Liga des Landes, der J1 League. Für den Verein absolvierte er vier Erstligaspiele. Im Juli 2001 wurde er an den Zweitligisten Yokohama FC ausgeliehen. Für den Verein absolvierte er 59 Spiele. 2003 kehrte er zu FC Tokyo zurück. 2004 wurde er an den Zweitligisten Montedio Yamagata ausgeliehen. Für den Verein absolvierte er 24 Spiele. 2005 kehrte er zu FC Tokyo zurück. Ende 2005 beendete er seine Karriere als Fußballspieler.